# Iceman
Iceman (Robert Louis " Bobby " Drake) és un superheroi que apareix als còmics americans publicats per Marvel Comics i és un membre fundador dels X-Men. Creat per l'escriptor Stan Lee i l'autor complet Jack Kirby, el personatge va aparèixer per primera vegada a The X-Men núm. 1 publicat el 2 de juliol de 1963 (amb data de portada setembre de 1963). Iceman és un mutant nascut amb habilitats sobrehumanes. Té la capacitat de manipular el gel i el fred congelant vapor d'aigua al seu voltant. Això li permet congelar objectes, així com cobrir el seu cos amb glaç.
Iceman té un perfil relativament alt entre els personatges de X-Men perquè s'adapta amb freqüència als mitjans relacionats amb X-Men i Spider-Man, inclosos videojocs, sèries d'animació i pel·lícules. El personatge encara no ha aparegut en còmics en català, però la sèrie Spiderman i els seus amics es va emetre a TVC on rep el nom d'Home de gel.
El personatge va rebre una gran atenció mediàtica quan una història va reconèixer el personatge com un home gai tancat a l'armari a All-New X-Men núm. 40 (abril de 2015), cosa que va portar a la seva sortida. Iceman ha estat descrit com un dels personatges gais més notables i poderosos dels còmics.
Del 2000 al 2014, Shawn Ashmore va interpretar a Iceman a les pel·lícules X-Men de la 20th Century Fox i va donar la veu al personatge a The Super Hero Squad Show.

## Història de la publicació
Creat per l'editor/escriptor Stan Lee i l'artista/co-escriptor Jack Kirby, el personatge va aparèixer per primera vegada a The X-Men núm. 1 (data de portada setembre de 1963). Lee va admetre més tard que Iceman va ser creat essencialment com una còpia de Human Torch, només utilitzant l'element oposat per al seu poder.
Iceman va aparèixer en dues minisèries de còmics limitades homònimes, una el 1984-85 escrita per J. M. DeMatteis i una altra als anys 2000 per Andy Lanning i Dan Abnett, amb art de Karl Kerschl. DeMatteis va dir de la primera sèrie: "Va ser una idea meva, així que no hi ha ningú a qui culpar més que jo mateix. Només diré que va ser un error i si la sèrie tenia algun sentit va ser a causa de [l'editor] Bob Budiansky. Va ser un cas en què l'aportació de l'editor va ser realment necessària, i Bob va ser de gran ajuda".
Un pilar en la majoria dels títols de X-Men, Iceman ha estat un personatge principal tant a Uncanny X-Men com al segon volum d' X-Men i també va aparèixer a The Champions de 1975 a 1978 i The New Defenders de 1983 a 1986 com membre. Va ser un personatge principal del primer volum de X-Factor, i una estrella de les històries del passat com adolescent a X-Men: The Hidden Years i X-Men: First Class.
L'abril de 2015, al número 40 d'All-New X-Men, una versió desplaçada en el temps de l'adolescent Iceman va ser revelada com a gai pel seu company d'equip, Jean Gray, que ho va discernir amb la seva habilitat telepàtica. Això va plantejar preguntes, perquè la contrapartida adulta i actual del personatge havia estat retratada anteriorment sortint amb dones. A Uncanny X-Men núm. 600, que es va publicar el novembre d'aquell any, el jove Iceman s'enfronta al seu jo gran, que confirma que també és gai, però que havia reprimit el seu veritable jo, sense voler ser tant gai com mutant. El 2017, Iceman va rebre la seva primera sèrie en solitari, que es va centrar en que l'adult Bobby Drake afrontés la vida com a home gai, els seus superpoders de nivell Omega, el seu llegat com a heroi i lluitant contra alguns dels dolents més grans de l'Univers Marvel. La sèrie va ser cancel·lada, amb el seu darrer número a principis de 2018. No obstant això, Marvel més tard va revertir la decisió i va anunciar un nou títol escrit per l'escriptora original de la sèrie, Sina Grace, com a part de la seva iniciativa Fresh Start i va ser llançat el 2019.

## Biografia de personatges de ficció

### Primers anys
Robert Louis "Bobby" Drake va néixer a Floral Park, Long Island, Nova York, fill de William Robert Drake i Madeline Beatrice Bass-Drake. El seu pare és catòlic irlandès-americà, i la seva mare és jueva. Els poders d'en Bobby es van manifestar per primera vegada quan tenia una cita amb Judy Harmon, i un assetjador local anomenat Rocky Beasely va intentar endur-se la Judy. Sabent que la Judy no podia lluitar bé, en Bobby va apuntar amb la mà a Beasely i el va tancar en un bloc de gel. Més tard, els habitants de la localitat, després d'haver sentit a parlar de l'incident, van anar a buscar-lo en forma de turba enfadada. El xèrif local no va tenir més remei que posar Bobby a la presó per la seva pròpia "protecció". Mentre en Bobby s'asseia a la seva cel·la a l'estació del xèrif, la paret exterior es va obrir i un jove anomenat Scott Summers va entrar i es va oferir a portar-se Bobby amb ell. Després que Bobby el rebutgés, els dos mutants es van enfrontar a una breu batalla, que aviat va acabar amb l'arribada del professor Charles Xavier.

### X-Men originals

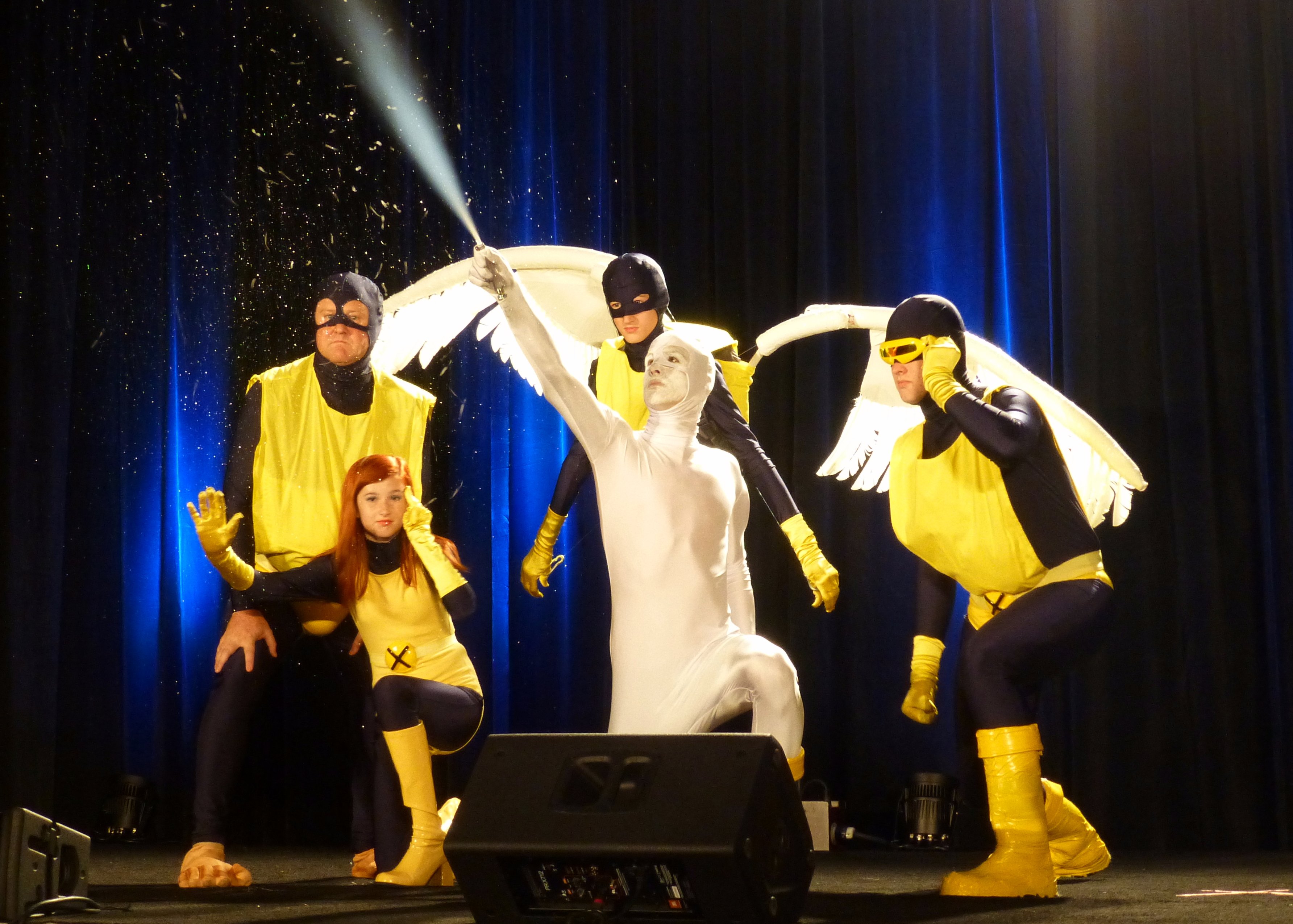
Concurs de disfresses del 2015 representant els X-Men originals.

Després que Xavier parlés amb Bobby i els seus pares, els pares de Bobby li van suggerir que anés amb el professor Xavier a la seva "escola per a joves dotats". Bobby va acceptar el suggeriment i va marxar amb el professor Xavier i Ciclop per convertir-se en el segon membre dels X-Men. Més tard se li uneixen Henry "Hank" McCoy, Jean Grey i Warren Worthington III com a membres fundadors dels X-Men. Apareixent en la seva forma original coberta de neu, primer lluita contra Magneto juntament amb la resta de l'equip, i més tard contra la Brotherhood of Evil Mutants. La primera xicota de Bobby Drake és Zelda. Poc després, pren una nova forma coberta de gel. Aleshores s'uneix amb Human Torch per primera vegada. Amb els X-Men, visita la Terra Salvatge i coneix en Ka-Zar per primera vegada. Poc després lluiten contra el Juggernaut, i és greument ferit en la seva primera batalla contra els Sentinels. A continuació, lluita amb Magneto. Més tard, visita Subterranea per primera vegada. Aleshores, ell i Beast lluiten contra el Maha Yogi. Durant la seva etapa original amb els X-Men, Drake segueix una relació efímera amb Lorna Dane. Iceman es troba entre els X-Men originals capturats per Krakoa, sent alliberats per una nova encarnació dels X-Men. Tot seguit, juntament amb l'equip original excepte Ciclop, abandona els X-Men.

### Champions i Defenders
Iceman es trasllada a la costa oest nord-americana per assistir a UCLA i esdevé membre fundador de The Champions de Los Angeles. Tanmateix, l'equip es dissol aviat.
L'home de gel és segrestat pel Master Mold, i al costat d'Àngel, es troba amb Hulk. A continuació, Iceman ajuda la Cosa a lluitar contra el Circus of Crime. Drake es retira de la vida com a superheroi per obtenir un títol universitari en comptabilitat, però a una universitat de la costa est, no a UCLA. Mentre estava a la universitat, es reincorpora breument als X-Men per rescatar els captius de l'assistent d'Arcade, Miss Locke.
Iceman es retroba amb Beast i torna com un superheroi a temps complet en una encarnació dels Defenders al costat dels seus antics companys d'equip, Angel i Beast. També lluita contra el Secret Empire del Professor Power mentre està amb els Defenders. Després de la dissolució dels defensors, Drake s'embarca en la seva carrera com a comptable.
Temps després, Iceman es troba amb Mirage, la "filla" de l'Oblivion. Iceman viatja en el temps i coneix els seus pares abans de néixer, i lluita contra Oblivion i Mirage. Després es reconcilia amb els seus pares.

### X-Factor
Els X-Men originals, inclòs Iceman i la reapareguda Jean Grey, es reuneixen per formar l'equip de superherois X-Factor. Amb aquest nou equip es troba amb Apocalypse per primera vegada.
Durant el seu temps amb l'equip, Loki captura en Bobby, amb l'esperança d'utilitzar-lo per aconseguir el control dels gegants de gel. Loki millora els poders d'en Bobby i després els extreu per restaurar la mida dels gegants de gel. L'home de gel és rescatat per Thor. La manipulació de Loki augmenta els poders d'en Bobby fins a tal punt que comença a perdre el control de les seves habilitats. Durant una batalla posterior amb Right, va equipat amb un cinturó d'amortiment que realment l'ajuda a controlar les seves habilitats. Un cop només va poder enfundar el seu propi cos amb una capa protectora de gel, en Bobby descobreix que pot envoltar la totalitat de l'Empire State. Amb el temps, Bobby aconsegueix el control suficient sobre els seus poders augmentats i és capaç de deixar d'utilitzar el cinturó inhibidor.
Amb X-Factor, Bobby derrota els genets d'Apocalypse. Iceman ajuda a vigilar molts dels superherois més joves, com ell ho va ser en el seu dia quan es va unir als X-Men. Sobretot, ell i Beast ajuden a Boom Boom a tenir una vida més normal. Durant un breu temps, també ajuda a supervisar els New Mutants i el seu equip germà, els X-Terminators. Ells, al seu torn, el salven del petó mortal d'Infectia.
Bobby també té una relació romàntica amb Opal Tanaka. Després d'una sessió de trineu de gel, descobreix un correu amenaçador a la seva bústia, un precursor de l'assetjament per part dels seus parents millorats cibernèticament del clan Tatsu dels Yakuza, amb el qual Bobby l'ajuda.
Després de la "Muir Island Saga", Iceman es reincorpora als X-Men juntament amb la resta d'X-Factor.

### De tornada amb els X-Men
Quan es va unir als X-Men semblava que havia aprés a controlar els seus poders i ja no necessitava el cinturó inhibidor, això li va fer creure que havia arribat al límit dels seus poders. Els X-Men es van separar en dos grups, Iceman va ser col·locat a l'equip d'or, liderat per Storm, juntament amb els seus companys X-Men originals Jean Gray (ara sense nom en clau) i Archangel.
Un dia va portar Opal a menjar amb els seus pares, però el seu pare va començar a humiliar-la a causa de la seva herència japonesa. Els quatre són atacats pel cibersamurai, cosa que s'afegeix als prejudicis de William Drake sobre la noia. Quan en Bobby es va trobar amb Mikhail Rasputin, va utilitzar les seves habilitats mutants sobre ell. Bobby va descobrir que el seu potencial encara estava lluny del seu límit quan va convertir el seu cos en gel, no només cobert per ell. En convertir tot el seu cos en gel, en comptes de portar només un exterior de gel, ara Bobby era capaç d'utilitzar el seu poder de maneres noves i agressives, afegint punxes i farciment a la seva estructura de gel.
Massa ocupat amb les moltes amenaces que s'enfrontaven els X-Men cada dia, en Bobby va deixar que la seva relació amb l'Opal es deteriorés i, quan finalment es van tornar a veure després de setmanes, va ser només per salvar-la d'un atac d'odiadors mutants. Enfadada que només pogués captar la seva atenció quan gairebé la maten, Opal va trencar la seva relació.
Més tard, mentre mirava a Emma Frost, que estava en estat de coma després que el mutant Trevor Fitzroy desencadenés els Sentinels caçadors de mutants sobre Emma Frost i els seus estudiants coneguts com els Hellions, la mansió va ser afectada per una avaria elèctrica. L'Emma es va despertar desorientada, va posseir la ment d'en Bobby i va utilitzar els seus poders d'una manera que Bobby mai havia fet; va congelar un riu sencer i va viatjar per l'aigua. Estava buscant els seus alumnes, però després de saber que estaven morts, va abandonar el cos de Bobby.
Bobby va convida Rogue a acompanyar-lo a una visita als seus pares. Assumint erròniament una relació romàntica, el seu pare va desaprovar Rogue, atacant-los verbalment amb els mateixos prejudicis que va expressar cap a Opal. Aquesta vegada, en Bobby en va tenir prou i va marxar després de dir-li al seu pare que només havia d'acceptar el fet que és un mutant i que mai no s'ajustaria a la definició que té de normal. Estava molest que l'Emma mostrés més control dels seus poders que ell. Com que Rogue estava tenint problemes amb Gambit, tots dos van fer un viatge per carretera per tranquil·litzar la seva ment.
Durant la búsqueda de Legion, Iceman va ser un dels X-Men que va tornar enrere en el temps per evitar que aquest matés Magneto. Ho aconsegueixen, però només parcialment. Legion no mata a Magneto, sinó que va assassinar accidentalment en Xavier, el seu propi pare, anys abans que Legion hagués estat concebut. Aquesta paradoxa va provocar els esdeveniments d'Age of Apocalypse. En l'últim moment abans que s'acabés la realitat original, els companys X-Men d'Iceman, Rogue i Gambit van compartir un petó. Quan la realitat es va reprendre, el tacte absorbent de Rogue va deixar Gambit en coma. Després d'haver absorbit alguns records secrets inquietants, va necessitar allunyar-se dels X-Men i Iceman es va oferir a unir-se a ella en un viatge per carretera, tot i que al mateix temps començava a veure visions d'Emma Frost. Quan Gambit es va despertar del seu coma, els va localitzar i es va enfrontar a Rogue sobre el que havia vist a la seva ment. Ella va trencar la seva relació, Iceman i Gambit van tornar als X-Men.
Quan va aparèixer l'entitat coneguda com Onslaught, Iceman va ser escollit com un dels seus subjectes de prova, juntament amb Storm, Ciclop i Wolverine. Es van enfrontar a un servidor d'Onslaught anomenat Post, en una zona de batalla específica d'un entorn dur per provar l'abast de les seves habilitats. Van guanyar i van ser retornats a la mansió. No obstant això, el pit de l'home de gel s'havia trencat amb la seva forma de gel durant la batalla, cosa que li va fer impossible tornar a la forma humana. Es va enfrontar a Emma Frost i li va demanar saber què va fer amb els seus poders al seu cos i com salvar-se. Ella es va negar a ajudar perquè sabia que Bobby havia de fer-ho ell mateix. Quan la va capturar amb els seus poders de gel, ella li va mostrar telepàticament les seves inseguretats. En enfrontar-se a Opal i al seu pare en la seva simulació, Iceman es va adonar que l'Emma tenia raó i va aconseguir transformar-se de nou al seu cos humà amb el pit completament intacte.
Quan Graydon Creed es presentava a la presidència (amb una forta campanya anti-mutant), Bobby va ser escollit per infiltrar-se a la campanya. El seu pare va destacar entre una multitud i va parlar a favor dels mutants, cosa que va sorprendre en Bobby. Es va descobrir la connexió del seu pare amb Bobby, així que la gent que treballava per a Graydon el van capturar i gairebé el van colpejar fins a la mort. Bobby va decidir mantenir-se lluny dels X-Men durant un temps per cuidar del seu pare mentre es recuperava.
Va aparèixer Zero Tolerance i en Bobby va trobar i ajudar a Cecilia Reyes que intentava mantenir un secret que era una mutant. També es van unir amb Charlotte Jones i la Morlock Marrow. Després que Bastion fos derrotat, va portar a Cecilia i Marrow a la mansió, i aviat va deixar els X-Men de nou per un temps per estar amb els seus pares.
Molt més tard, els X-Men van trobar proves en un dels diaris de Destiny d'un grup conegut com Twelve (els Dotze), incloent Xavier, Magneto, Ciclop, Phoenix, Iceman, Polaris, Storm, Cable, Bishop, Sunfire, Mikhail Rasputin i el Living Monolith (com a substitut de Havok, donada la seva connexió). També van saber que els genets d'Apocalypse havien estat segrestant aquests mutants arreu del món. Iceman va ser capturat al bosc prop de casa seva per Deathbird, que s'havia convertit en el genet War (Guerra). Recollint els Twelve restants, els X-Men van viatjar a Egipte i es van enfrontar a Apocalypse i als Skrulls. Apocalipsi i les seves forces van capturar els Twelve durant la batalla, utilitzant-los en un ritual per donar al portador del caos un nou cos i un poder increïble. Magneto i Polaris van crear polaritats magnètiques oposades, Iceman, Storm i Sunfire van proporcionar extrems elementals, Ciclop, Phoenix i Cable van donar el poder de la família, Xavier representava el poder de la ment i Bishop i Mikhail representaven el temps i l'espai, mentre que el Monolith unia totes les seves energies. Nate Gray havia de ser el nou amfitrió d'Apocalypse, una potència per emmagatzemar la seva enorme força vital. Els Twelve van aconseguir alliberar-se i Cíclope va sacrificar el seu propi cos i la seva força vital per evitar que l'Apocalypse aconseguís en Nate. Tot i que el nou Apocalypse va ser derrotat, Ciclop semblava desaparegut per sempre.
Després d'aquest incident, Iceman va ajudar a la Bèstia a entrar secretament a Genosha, ja que volia estudiar els mutants infectats pel virus de Legacy (llegat). Quan el High Evolutionary va llançar la seva onada anti-mutació, van quedar atrapats al país devastat per la guerra. Amb l'ajuda de Magneto, van escapar i van unir forces amb la resta dels X-Men dispersos. Van atacar el satèl·lit de l'Evolutionary, van desactivar el camp de mutació i van derrotar a Mister Sinister, que havia estat manipulant l'Evolutionary.
L'home de gel va ser reclutat pel vaixell viu Prosh, juntament amb altres mutants, com Jean Grey, Mystique, Toad i Juggernaut, per preservar l'evolució i salvar-la. En aquest viatge Iceman va desenvolupar encara més els seus poders, cosa que el va portar a deixar de tenir por de la maledicció natural dels seus poders i va tornar als X-Men. Es va unir a un nou equip de X-Men, format per Angel, Nightcrawler, Wolverine i Chamber. Ara estava utilitzant les seves habilitats d'una manera completament nova, només canalitzant el poder i no convertint el seu cos en gel.

### Segona mutació
Durant una acalorada batalla amb un Black Tom Cassidy, recentment evolucionat, va rebre una ferida al pit. Després de tornar a la normalitat, el seu pit no es va recuperar del tot i algunes parts es van mantenir gelades, i no va poder tornar-les a la normalitat. Al principi li va tenir por però amb el temps li va fer agafar una nova actitud a la vida, sent fins i tot groller en alguns moments.
Ningú semblava adonar-se'n en aquell moment, però va resultar evident que aquest era un signe primerenc d'Iceman patint una mutació secundària pròpia. Quan va intentar evitar les seves revisions mèdiques habituals, la infermera de l'escola Annie Ghazikhanian va reconèixer que li passava alguna cosa estranya i el va pressionar perquè li mostrés la ferida. Bobby li va fer prometre que ho ho explicaria a ningú i li va mostrar que parts del seu pit estaven fetes de gel i que no podia tornar-les a convertir en carn i ossos. Iceman es preguntava si es convertirà completament en gel de manera permanent.
Va desenvolupar una actitud que, per a algunes de les incorporacions més recents als X-Men, com Stacy X, Juggernaut i Northstar, els semblava bastant arrogant, denunciant la seva condició de membres de l'equip, ja que no ho havien estat tant temps com ell. Iceman fins i tot va arribar a ofendre Nightcrawler afirmant que només els cinc originals, i ningú més, tenien dret a anomenar-se X-Man.
En Bobby es va frustrar encara més quan Havok i Polaris van anunciar el seu casament imminent, ella havia estat un interés romàntic per a ell durant força temps. En la seva frustració es va dirigir a l'Annie, que també tenia problemes amb el casament, ja que estava secretament enamorada d'Havok. La infermera el va sorprendre amb l'acusació de ser un racista: sentir-se còmode com un mutant que podia passar com un humà quan fos necessari, en lloc de ser un mutant totalment evident o un "simple" humà. Amb la seva mutació secundària manifestant-se, però, Iceman estava en perill de perdre aquest estatus. Sorprès per la veritat de les seves paraules, Bobby es va obrir completament sobre les seves pors, que com un home totalment fet de gel, mai més podria sentir la calidesa d'una relació física. Emocionada, l'Annie li va permetre fer-li un petó, però quan en Havok va cancel·lar el casament, per voler estar amb l'Annie, va deixar ràpidament en Bobby.
En trobar-se amb Azazel i els seus seguidors, el cos de l'home de gel es trenca de coll cap avall. Després, recupera tota la seva forma de gel, però no pot tornar a la seva aparença humana. Com a resultat, Bobby es torna amarg i desanimat a causa d'aquest canvi dràstic.

### Messiah Complex
L'equip dels New X-Men va decidir atacar la seu dels Purifiers (Purificadors) a Washington, D.C., però es va veure obligat a retirar-se. Pixie els va teletransportar de nou a la mansió amb pressa, però tot l'equip es va dispersar entre Washington i Westchester. Iceman, després de recuperar-se de les seves ferides, es va oferir voluntari per anar a buscar-los i Emma Frost li va donar instruccions telepàtiques.
Iceman va tenir èxit en trobar els nous X-Men, la majoria d'ells ferits. A la tornada, van trobar que els O*N*E* Sentinels que custodiaven l'Institut Xavier s'havien infectat per nano-Sentinels i van atacar l'escola. Iceman i X-23 van ajudar en la batalla amb els O*N*E* Sentinels. Amb l'ajuda de Dust i X-23, els X-Men van poder sobreviure a aquesta batalla, però l'humà infectat amb nano-Sentinel va escapar.
Aviat, Iceman va participar en la batalla final contra els Marauders, els Acolytes i Predator X. Va ser un dels X-Men que va anar corrent per lluitar contra Predator X després que s'empassés en Wolverine sencer. No obstant això, també va ser testimoni del seu mentor, el professor Xavier, "assassinat" per la bala de Bishop, que no estava pensada per a ell.
Iceman va arribar a San Francisco, on es va trobar amb Hepzibah, Warpath i Angel. Tots quatre estaven atrapats en els efectes d'una il·lusió a tota la ciutat creada per Martinica Jason, que va utilitzar els seus poders per transformar la ciutat en un paradís hippie. Ara anomenant-se a ell mateix "Frosty", ell i els altres són enviats per Martinica per enfrontar-se a Scott Summers i Emma Frost. Emma Frost va ser capaç de trencar la il·lusió i alliberar tothom. Finalment van establir la seva base d'operacions a San Francisco com a X-Men.

### Després de Schism
Després que Wolverine i Ciclop tenen una baralla important, Wolverine decideix separar-se i obrir The Jean Grey School for Higher Learning a Nova York. Iceman va ser la primera persona que Wolverine s'acosta i recluta al seu nou equip X-Men com a professor i company d'equip. Iceman és escollit perquè Wolverine sent que té el tipus d'esperit que necessita la nova escola. També té una relació romàntica amb Kitty Pryde.

### Sèrie en solitari
Després de ser considerat gai per la Jean Gray desplaçada en el temps, el jove Iceman desplaçat en el temps s'enfronta al seu jo gran, preguntant-li per què s'havia presentat com a hetero durant la major part de la seva vida adulta. El Bobby més gran es trenca i admet que sabia que era gai des de feia molt de temps, però que va reprimir a la força aquella part de si mateix, amb por de com reaccionarian els altres. A més, va reconéixer que tenia por de revelar el seu veritable jo al món perquè ja s'enfrontava a prejudicis per ser un mutant i no volia rebre odi per una altra part de si mateix. Arran de tot això, Bobby va decidir centrar-se en ell mateix, declinant unir-se al nou equip X format per Kitty Pryde, i va actuar com a membre de reserva i impartint classes a l'escola Xavier. Després d'una sessió d'entrenament amb el seu jo més jove, Bobby veu que l'Iceman desplaçat en el temps surt a una cita amb el seu xicot Romeo mentre intenta crear un perfil de cites en línia per conèixer nois. Rep un missatge de text de la seva mare que diu que el seu pare ha tingut un atac de cor, de manera que en Bobby es precipita a l'hospital només per ser castigat pel seu pare per haver-se perdut esdeveniments familiars a causa dels seus compromisos com a superheroi. Després d'una breu batalla a l'hospital, els pares de Bobby li demanen que se'n vagi, enfadats perquè el seu fill mutant està causant més problemes a les seves vides. En una missió amb la Kitty per rescatar un nou mutant, s'enfronta a Bobby per ser gai, preguntant-li per què no li ho va poder dir ell mateix, el que significa que va haver de descobrir-ho per una font secundària. Ella l'assegura que només vol ajudar-lo i li fa saber que és allà si mai vol parlar, però li suggereix que avisi als seus pares. Bobby organitza el sopar amb la seva família, però se'l sotmet constantment a la retòrica antimutant dels seus pares. El sopar és interromput per una colla de Purifiers, però, tot i que Iceman els destrueix ràpidament i salva la vida dels seus pares, s'enfaden perquè la seva casa ha estat destruïda per culpa seva i l'envien (tot i que la seva mare promet intentar convèncer els seus pare a visitar-lo a la X-Mansion). Quan el mutant que ell i la Kitty rescaten desapareix, Iceman el rastreja fins a una discoteca propera on descobreix que Daken és responsable d'allunyar-lo. Daken intenta coquetejar amb Bobby per distreure'l, però Iceman el congela i intenta convèncer el mutant perquè torni a l'escola Xavier, tot i que ell es nega. Daken es burla de Bobby, dient que pot olorar la seva por i la seva inseguretat. En tornar, la Kitty sorprèn en Bobby revelant-li que els seus pares han arribat a visitar-los. Els diu que és gai i tots dos reaccionen negativament, enfadats perquè el seu fill és alhora mutant i gai. El reprenen per haver deixat que tothom s'assabenti abans que ells i intenten convèncer-lo que és heterosexual, pel fet d'haver estat amb dones en el passat. La discussió familiar és interrompuda per Juggernaut, que ataca l'escola buscant els joves X-Men. Iceman el derrota empenyent els seus poders i torna a la mansió per trobar que el seu pare encara hi és i els dos homes comencen a reconciliar-se.
Bobby torna a connectar amb els seus antics companys de Champions, Angel, Hercules, Ghost Rider i Darkstar, i recorden el seu temps amb Black Widow, a la que creuen morta. Bobby es troba amb un noi, Judah, mentre surt de compres i accepta trobar-se amb ell aquella nit en un bar gai local, amb la resta dels Champions actuant com els seus companys. La cita sembla que va bé però s'interromp per un atac d'uns Sentinels. La relació de Bobby amb Judah continua desenvolupant-se i decideix traslladar-se a L.A. per estar més a prop d'ell. Mentre lluita el seu jo més jove amb en Pyro, en Bobby li explica que la seva mare finalment s'ha posat en contacte amb ell per primera vegada des que va revelar-se com a gai i que vol convidar-los a tots dos a sopar. L'Iceman desplaçat en el temps està d'acord amb la condició que Bobby intenti parlar amb Romeo, que fa setmanes que no l'ha trucat. Mentrestant, Daken comença a entrenar el seu nou protegit mutant per a una missió secreta. Quan tant el Bobby més jove com el Bobby més gran arriben al restaurant, els seus pares veuen el Bobby més jove com una oportunitat de criar un nou fill d'una manera que els convingui, però l'Iceman desplaçat en el temps s'hi nega, dient que encara és gai i vol viure la vida segons els seus propis termes. Durant la festa de despedida d'en Bobby a la Mansió X, Daken utilitza els Purifiers per distreure els altres X-Men mentre ell i el seu aprenent s'infiltren a l'escola i embosquen en Bobby. El jove mutant utilitza els seus poders augmentats per augmentar la força d'en Daken convertint-lo en el genet d'Apocalypse, Death (Mort), i fereix mortalment a Judah amb les seves urpes abans d'enfrontar-se a Iceman en combat. Bobby aconsegueix derrotar a Daken amb un petó que congela els poders de Death, però Daken s'escapa i Judah trenca amb Bobby perquè la seva vida és massa per a ell.
Després d'unir-se a Bishop per ajudar els Morlocks amenaçats per Mister Sinister, Emma Frost li demana la seva ajuda. Ignorant les protestes de Kitty, ell accepta i l'Emma explica que el seu pare, que va sotmetre el seu germà Christian a una teràpia de conversió abans d'institucionalitzar-lo, l'ha deixat sortir recentment i l'ha convertit de nou en l'hereu de l'imperi empresarial Frost. Quan arriben, descobreixen que en Christian ha assassinat el seu pare i està exhibint els seus propis poders. Bobby i Emma ajuden a alliberar en Christian de la seva crisi mental i l'Emma decideix quedar-se amb ell. En unir-se amb els seus amics Spider-Man i Firestar, Bobby descobreix que Sinister estava darrere de l'atac als morlocks i s'enfronta a ell a la seva casa de seguretat. Sinister, amb la intenció d'intentar desbloquejar els secrets de l'ADN d'Iceman disseccionant-lo, envia un exèrcit de criatures de gel experimentals, però els poders de nivell Omega de Bobby els absorbeixen a tots i ell llença Mister Sinister a l'espai. Celebrant el seu aniversari, Bobby s'enfronta a Ice Wizard, una versió futura d'ell mateix d'una línia temporal alternativa. Ice Wizard adverteix a Bobby que ha de deixar els X-Men i deixar d'utilitzar els seus poders per evitar que succeeixin una sèrie d'esdeveniments que destruirien el món. Explica que Daken el sedueix i el manipula perquè sacrifiqui els altres X-Men abans de trair-lo i obtenir poders del nivell dels de Thanos. Bobby és inflexible que això no passarà i els dos s'enfronten en batalla. Jean Grey arriba i Bobby finalment s'enfronta a ella per les accions del seu jo més jove. Bobby explica a Ice Wizard que viurà la vida segons els seus termes i que ningú, ni tan sols el seu futur jo, decidirà per ell. Bobby torna a la celebració del seu aniversari on arriba Christian i li lliura una gran suma de diners que Bobby dona als Morlocks. Bobby envia un missatge a Judah, preguntant-li si li agradaria trobar-se com a amics.

## Poders i habilitats
Iceman té el poder de reduir instantàniament la temperatura del vapor d'aigua ambiental del seu entorn immediat per sota dels zero graus centígrads, congelant-lo així en gel. És capaç de fer gel que no es trenca tret que ell ho vulgui. D'aquesta manera, és capaç de formar ràpidament una gran varietat d'estructures de gel, com ara projectils, escuts, escales, bats de beisbol, etc. Iceman sovint fa tobogans de gel que es formen ràpidament sota i darrere dels seus peus, movent-lo al llarg de la superfície lliscant a gran alçada i velocitat. També és capaç de formar estructures molt complicades en un temps relativament curt, com ara ciutats en miniatura. Originalment, la temperatura corporal del propi Iceman baixava dràsticament quan els seus poders estaven actius, arribant a −105 °F (−76 °C) en poques dècimes de segon (ara el seu cos sol es converteix en gel orgànic). Iceman és immune a temperatures sota zero; també és capaç de percebre el nivell d'energia tèrmica dels objectes que l'envolten. Com que el fred és l'absència de calor, Iceman en realitat no "emana" fred; més aviat, disminueix l'energia tèrmica. Com va esmentar l'escriptor Mike Carey, Iceman és "un mutant de nivell Omega ... [i] té poders que poden influir en l'ecosistema de tot el món." Iceman encara no ha aprofitat tot el seu potencial mutant, però amb els anys s'ha interessat més en desenvolupar les seves habilitats.
Iceman també és capaç de reconstituir la seva forma de gel orgànic si alguna part està danyada, o fins i tot, completament trencada, sense fer-se malbé permanentment. Pot afegir temporalment massa d'aigua a la seva, augmentant així la seva pròpia massa, mida i força. Pot sobreviure no només com a gel, sinó com aigua en forma líquida i vapor d'aigua. També pot transformar el seu cos d'un estat gasós a un de sòlid, tot i que li suposa un esforç físic i mental. Iceman també pot congelar l'aigua del mar, tal com es va veure durant l'arc de la història "Operation: Zero Tolerance". Tot i que normalment no utilitza els seus poders de manera letal, els seus poders són tan extensos que s'estenen al nivell molecular, fins al punt que pot congelar totes les molècules d'un objecte o d'un ésser amb un pensament; una vegada va congelar totes les molècules d'aigua del cos de David Haller. Iceman també és capaç de dissoldre les seves pròpies construccions gelades.
Els poders d'Iceman es van empènyer fins al límit mentre estava posseit per Emma Frost, que va utilitzar Iceman per descobrir el destí dels seus Hellions. Durant aquest temps, Iceman era capaç de controlar totes les formes d'humitat, congelar fluids dins dels cossos de les persones i viatjar com a líquid, sòlid o gas. Ni tan sols la força combinada de l'equip X-Men Gold va ser capaç d'aturar Emma Frost al cos d'Iceman. Després d'això, Bobby va volver saber d'Emma com havia estat capaç d'utilitzar els seus poders amb tanta eficàcia. Tot i que van fer alguns progressos inicials junts, ella es va negar a entrenar-lo més. A continuació es va dirigir a Storm perquè comparteixen poders elementals similars i ella va acceptar fer-li de tutora.
Quan Mystique va injectar a Iceman el neuroinhibidor de Mister Sinister, va poder salvar-se aspirant tota la humitat ambiental que l'envoltava, substituint ràpidament les seves cèl·lules enverinades per materia sana abans que la injecció pogués matar-lo.
Durant la història de la "Batle of the Atom" de 2013-2014, el futur Iceman va revelar que té la capacitat de crear estructures de gel semi-independents que poden actuar per si soles, encara que una d'aquestes estructures, que demostra una Físic i intel·lecte semblants a Hulk, s'ha incorporat a la versió futura de la Brotherhood.
A part dels seus poders sobrehumans, Iceman també és un combatent cos a cos just, i va rebre entrenament de combat a l'escola Xavier, així com l'entrenament de Natasha Romanoff i Hercules mentre servia amb els Champions. Iceman ha pres tant entrenament de combat com Ciclop o Beast.

## En altres mitjans

### Televisió
- Iceman apareix al segment "Sub-Mariner" de The Marvel Super Heroes, amb la veu, a l'original, de Tom Harvey.[107]
- Iceman apareix a Spiderman i els seus amics, amb la veu original de Frank Welker.[107] Aquesta versió és un agent del govern amb el nom en clau "Windchill Factor Zero", membre fundador dels Spider-Friends i antic membre dels X-Men. La sèrie s'ha doblat al català i el personatge s'anomena Home de gel.
- Iceman apareix a X-Men: The Animated Series, amb la veu original de Denis Akiyama.[107] Aquesta versió és un antic membre dels X-Men que va renunciar a causa de desacords amb Charles Xavier i anteriorment estava en una relació amb Polaris.
- Iceman apareix a X-Men: Evolution, amb la veu d' Andrew Francis.[107] Aquesta versió és el líder no oficial de l'equip júnior dels X-Men, els New Mutants.
- L'home de gel apareix a Wolverine and the X-Men, amb la veu de Yuri Lowenthal.[107] Aquesta versió és membre dels X-Men.
- Iceman apareix a The Super Hero Squad Show, amb la veu de Shawn Ashmore.[107] Aquesta versió és el clown de classe de l'Acadèmia Xavier.[108]
- Iceman apareix a Marvel Disk Wars: The Avengers, amb la veu de Yuki Tai a la versió japonesa i de nou per Yuri Lowenthal a la versió anglesa.[107] Aquesta versió és membre dels X-Men.

### Cinema

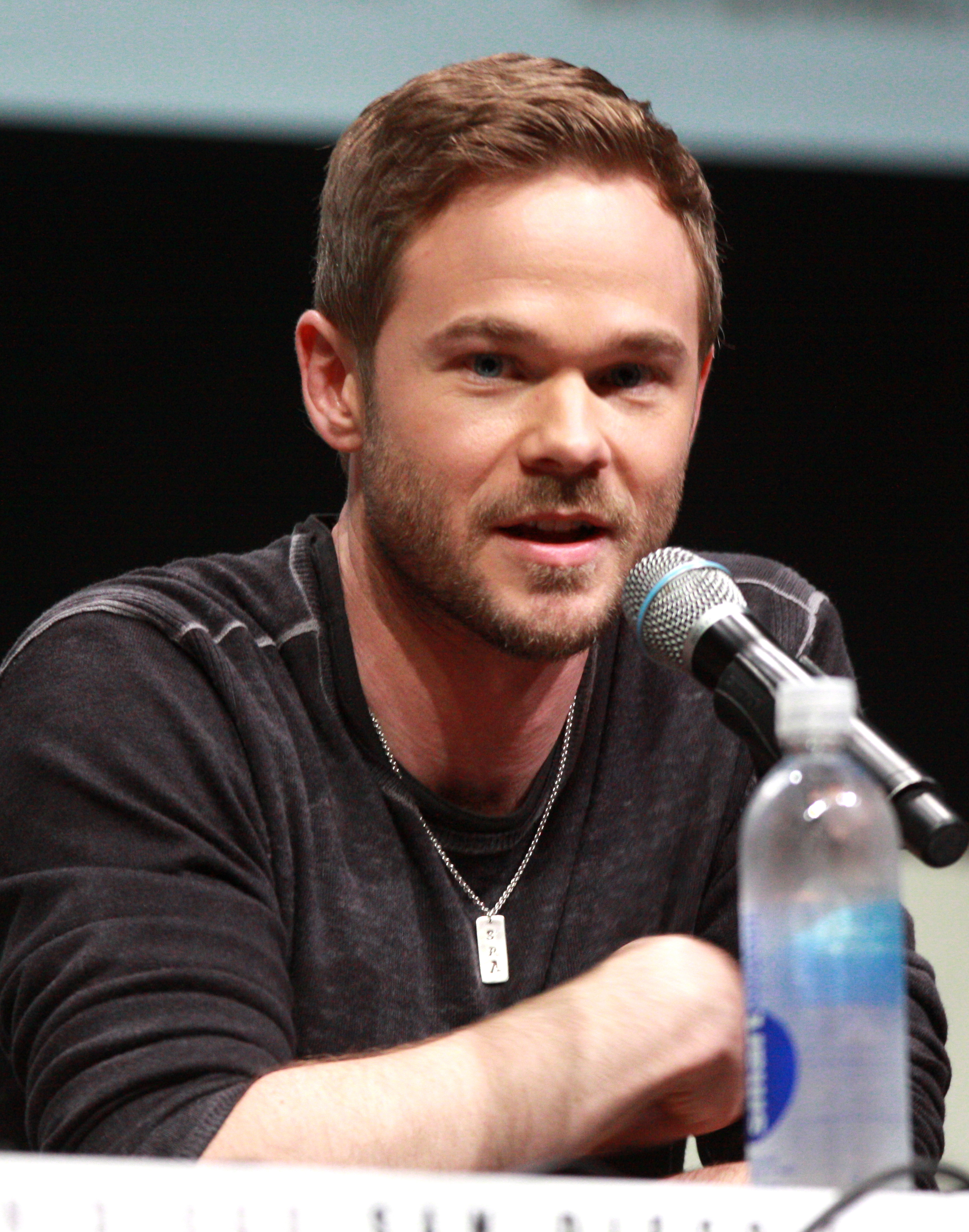
Shawn Ashmore a la Comic Con de San Diego de 2013.

Iceman apareix a la sèrie de pel·lícules X-Men de 20th Century Fox, interpretat per Shawn Ashmore. En aquesta versió és un estudiant de l'Institut Xavier.
- Apareixent per primera vegada a X-Men, és un dels primers estudiants a fer-se amic de Rogue, amb qui té una relació.
- A X2, mostra una amistat incòmoda amb el seu company de classe Pyro, que s'uneix a la Germandat de Magneto, i una relació tensa amb la seva família, amb el seu germà lliurant-lo a la policia per ser un mutant.
- A X-Men: La decisió final, la relació d'Iceman amb Rogue es deteriora en part per la implicació de la seva companya de classe Kitty Pryde. Més tard lluita i derrota en Pyro en combat mentre protegeix una instal·lació a Alcatraz que havia creat una "cura mutant".
- En un futur distòpic representat a X-Men: Days of Future Past,[109] els poders d'Iceman s'han fet més forts, tot i que és assassinat per un Sentinel. En el "Rogue Cut" d'aquesta escena, és assassinat mentre ajudava a escapar a Rogue i Magneto.[110] Després que Kitty Pryde i Wolverine canviïn la línia de temps i eviten el futur distòpic en ambdues versions de la pel·lícula, la relació d'Iceman amb Rogue es restaura.

### Videojocs
- Iceman apareix com a nivel bonus level boss al videojoc Fantastic Four de 1997.[111]
- Iceman apareix com a personatge jugable al videojoc de màquina recreativa X-Men: Children of the Atom, amb la veu de Cathal Dodd.[112]
- Iceman apareix a Marvel vs. Capcom 2: New Age of Heroes.[113]
- Iceman apareix a Marvel vs. Capcom: Clash of Super Heroes.[114]
- Iceman apareix com a personatge jugable a X-Men Legends, amb la veu de Darren Scott.[107]
- Iceman apareix com a personatge jugable a X-Men Legends II: Rise of Apocalypse, amb la veu de James Arnold Taylor.[107]
- Iceman apareix com a personatge jugable a Marvel: Ultimate Alliance,[115] novament amb la veu de James Arnold Taylor.[107] A més, apareixen els seus uniforme clàssic, el d'Age of Apocalypse, el dels còmics originals i el de New X-Men.
- Iceman apareix com a personatge jugable a X-Men: The Official Game, amb la veu de Shawn Ashmore.[116]
- Iceman apareix com a personatge jugable a Marvel: Ultimate Alliance 2, amb la veu d'Adam Bobrow.[117]
- Iceman appears in Magneto's ending in Marvel vs. Capcom 3: Fate of Two Worlds.
- Iceman apareix com a personatge jugable a Marvel Super Hero Squad Online, amb la veu dd'Antony Del Rio.[118]
- Iceman apareix a X-Men: Destiny, amb la veu de Jason Marsden.[107]
- Iceman apareix com a personatge jugable a Marvel Avengers: Battle for Earth.[119]
- Iceman apareix com a personatge jugable a Marvel: Avengers Alliance.[120]
- Iceman apareix com a personatge jugable a Lego Marvel Super Heroes.[121]
- Iceman apareix com a personatge jugable a Marvel Contest of Champions.[122]
- Dues encarnacions d'Iceman apareixen com a personatges jugables Marvel Puzzle Quest.[123][124]
- Iceman apareix com a personatge jugable a Marvel Heroes, amb la veu novament de James Arnold Taylor.[125]
- Iceman apareix com a personatge jugable a Marvel Powers United VR, voiced by James Arnold Taylor.[107]
- Iceman apareix com a personatge jugable descarregable a Marvel: Ultimate Alliance 3, amb la veu novament de James Arnold Taylor.[126]
- Iceman apareix com a personatge jugable a Marvel Super War.[127]